# Мукаш, Ержан Серикулы
Ержан Серикулы Мукаш (род. 28 октября 1965, Алакульский район, Талды-Курганская область, КазССР) – казахстанский дипломат. Чрезвычайный и полномочный посланник 1-го класса (2021)

## Биография
Окончил в 1992 году КазНУ имени аль-Фараби по специальности преподаватель казахского языка и литературы, и арабского языка. Прошел курсы повышения квалификации для послов и руководителей структурных подразделений Дипломатической академии Республики Казахстан (2005).
- Референт консульского управления Министерства иностранных дел Республики Казахстан (1992-1993);
- Атташе (консул) Посольства Республики Казахстан в Египте (1993-1995);
- Третий, второй секретарь, исполняющий обязанности начальника отдела Министерства иностранных дел Республики Казахстан (1996-1999);
- Второй, первый секретарь (заведующий консульским отделом) Посольства Республики Казахстан в Турции (1999-2003);
- Начальник управления Центральной Азии, Ближнего Востока и Африки Министерства иностранных дел Республики Казахстан (2004-2005);
- Советник посольства Республики Казахстан в Азербайджане (2005-2007);
- Временный поверенный в делах Республики Казахстан в Ливии (2007-2009);
- Заведующий сектором Центра внешней политики Администрации Президента Республики Казахстан (2009-2011);
- Директор департамента Центральной Азии, Южного Кавказа и Турции Министерства иностранных дел Республики Казахстан (2011-2012);
- Заместитель заведующего Центром внешней политики Администрации Президента Республики Казахстан (2012-2014);
- Чрезвычайный и Полномочный Посол Республики Казахстан в Султанате Оман (2014-2019);
- Директор Департамента Азии и Африки Министерства иностранных дел Республики Казахстан (2019-2021);
- Посол по особым поручениям Министерства иностранных дел Республики Казахстан (2021-2022);

###### - Заместитель Генерального секретаря Организации тюркских государств (2022-2023);
- Управляющий директор НАО "Фонд Отандастар" Министертсва иностранных дел Республики Казахстан (2024).